# الزاهرين (المضاربة والعارة)

تعديل مصدري - تعديل

الزاهرين هي إحدى قرى عزلة المضاربة بمديرية المضاربة والعارة التابعة لمحافظة لحج، بلغ تعداد سكانها 198 نسمة حسب تعداد اليمن لعام 2004.